# Arthur Weber
Pour les articles homonymes, voir Weber.
Arthur Weber (né le 3 août 1879 à Fechenheim et mort le 7 juin 1975 à Eschwege) est un médecin allemand qui a étudié l'électrocardiographie comme outil diagnostique des maladies cardiaques. Il publia plusieurs études à ce sujet durant les années 1920-1930,.
Le prix Arthur-Weber (Arthur Weber-Preis) est décerné par la Société allemande de cardiologie en reconnaissance de ses réalisations dans ce domaine,. 